# 다비드 라푸엔테
다비드 라푸엔테(스페인어: David Lafuente, 1967년 8월 18일 ~ )는 스페인의 만화가이다. 미국 마블 코믹스에서 활동하며 대표작으로 브라이언 마이클 벤디스가 글을 쓴 《얼티밋 코믹스: 스파이더맨》이 있다.